# Arquitetura islâmica em Portugal

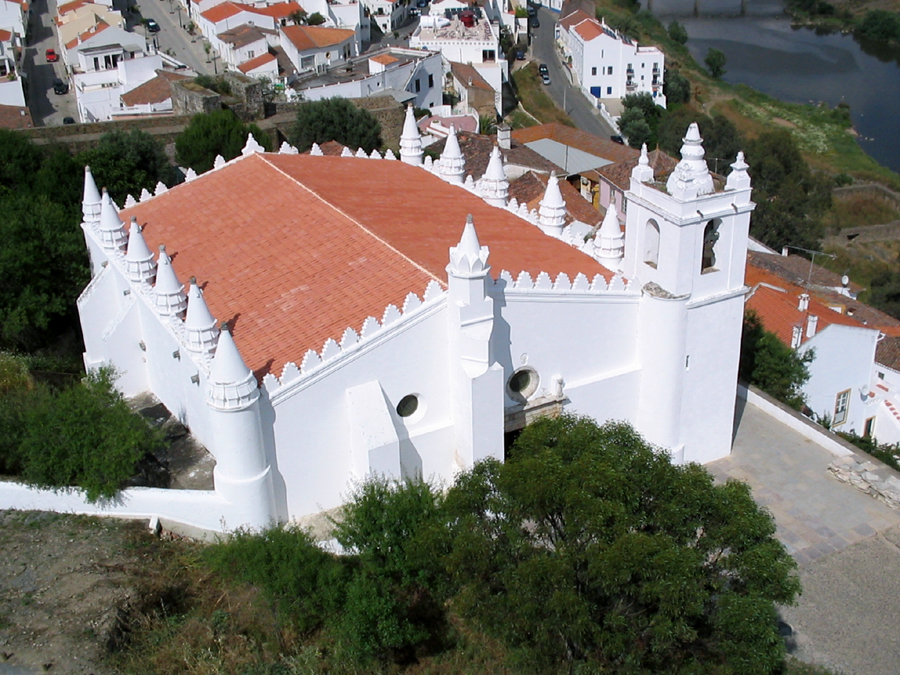
Antiga Mesquita de Mértola, atualmente Igreja cristã.

Na arquitectura islâmica foram adotadas várias soluções e técnicas construtivas para a resolução de problemas de ordem estrutural dos edifícios. Os arcos, nomeadamente os arcos de ferradura, ocupam um lugar importante. As arcadas com colunas com capitéis, por vezes ricamente trabalhados foram uma das soluções estruturais também utilizadas.
Foram poucos os arcos em ferradura que em Portugal resistiram até aos dias de hoje: na Porta da Vila de Faro, um dos acessos à medina de Elvas, em quatro portas da Mesquita de Mértola encontramos ainda alguns desses arcos em muito bom estado de conservação. Quanto aos capitéis, embora muitos tenham chegado aos nossos dias, apresentam-se fora do seu contexto inicial.
As paredes de taipa foram também fundamentais como material de construção de muitas estruturas. A taipa era por vezes intercalada com pilares de alvenaria. No caso das taipas mais pobres, o revestimento com cal era essencial para a longevidade da obra.